# インド総督
インド総督（インドそうとく、Governor-General of India）は、イギリス政府（1858年まではイギリス東インド会社）が植民地インドに置いていた総督である。

## 歴史

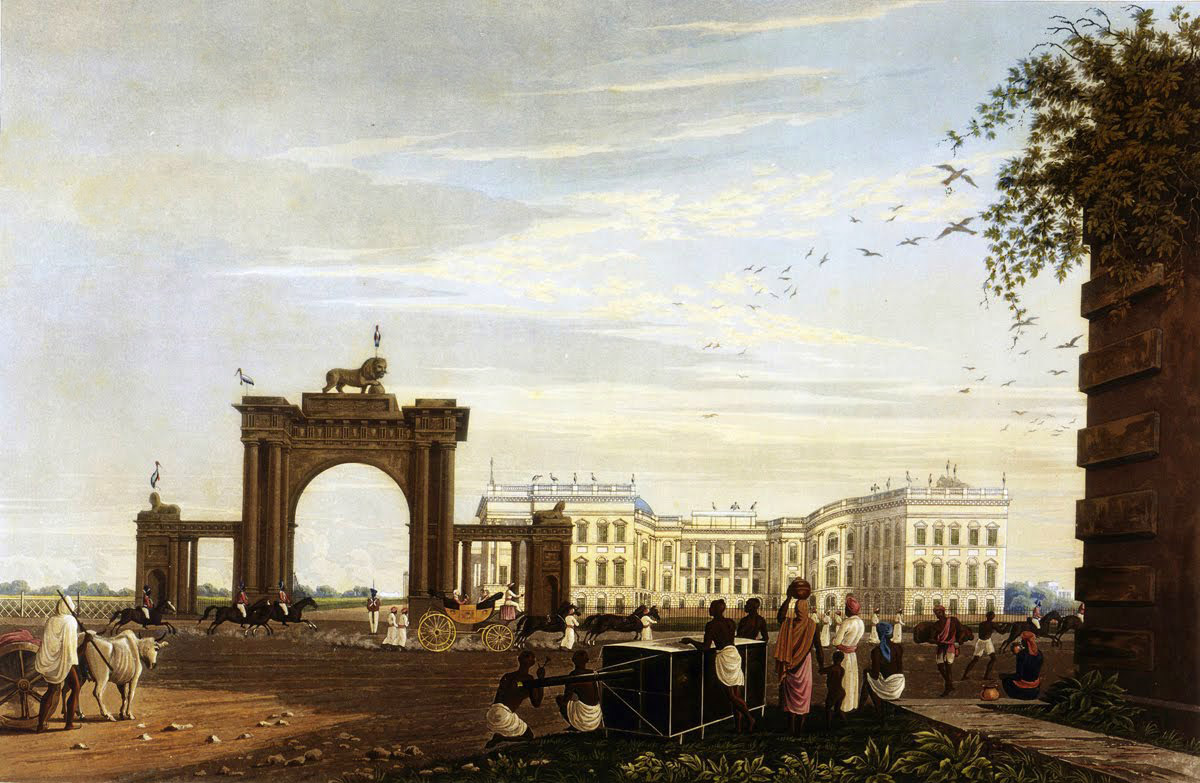
1824年のカルカッタのベンガル総督官邸を描いた絵画（ジェイムズ・バイリー・フレイザー画）

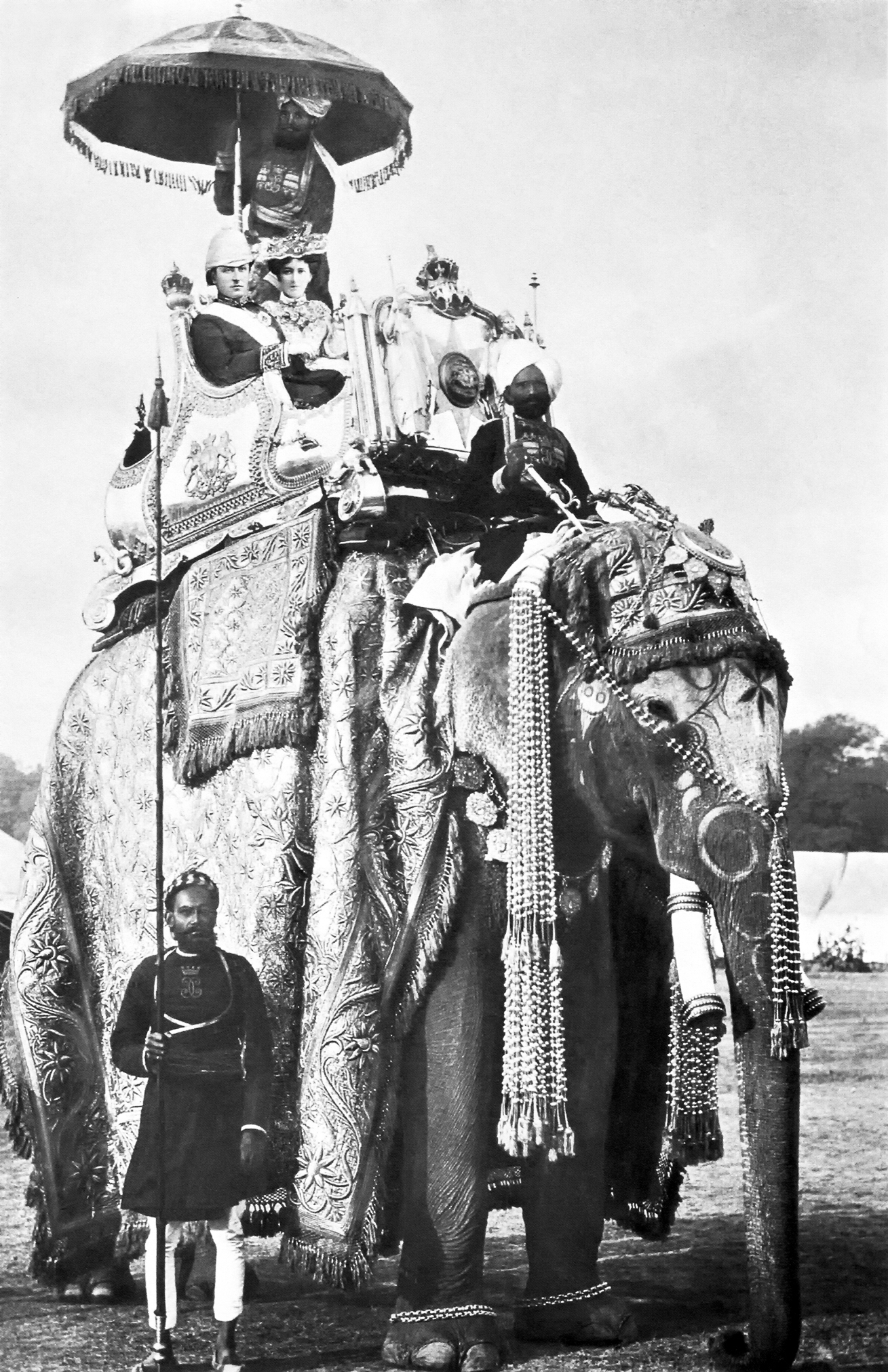
1902年12月29日、象に乗るインド副王兼総督カーゾン卿夫妻。

イギリス東インド会社はエリザベス朝の1600年に勅許状によって成立した勅許会社であり、東洋貿易を独占する権利を認められていた。
1757年にベンガル太守にプラッシーの戦いで勝利し、ムガル帝国皇帝よりベンガル州の徴税権を獲得したイギリス東インド会社はいよいよ商人の仮面を脱ぎ捨てて政治的・軍事的にインドを支配することを目論むようになり、植民地化政策を推し進めていった。
イギリス東インド会社がインドに置いていた3つの商館（ボンベイ、マドラス、カルカッタ）が獲得した支配領域は管区（Presidency）と呼ばれ、それぞれに知事（Governor）が置かれた（ボンベイ知事、マドラス知事、ベンガル知事）。この3つの商館と知事の権限ははじめ同等だったが、経済的に最も重要なのはカルカッタ（ベンガル）だったため、1773年規正法によりカルカッタの商館が「最高商館（Supreme council）」、ベンガル知事がベンガル総督（Governor-General）に昇格し、他の2つの管区政府の監督権を与えられるに至った。また同年にベンガル総督はムガル皇帝に臣下の礼を取ることを拒否している。
1803年に第2次マラーター戦争においてイギリス東インド会社がインド亜大陸最大勢力マラータ同盟に勝利すると、イギリス東インド会社のインド支配はほぼ確定した（ムガル皇帝にとってはイギリス東インド会社とマラータ同盟の戦争は「ベンガル徴税長官」と「摂政」という「家臣」同士の争いに過ぎなかったので介入しなかったが、この戦争後ムガル皇帝はイギリス東インド会社からの年金で細々と暮らす年金生活者と化す）。
1833年の特許法でベンガル総督はインド総督と改称された。ここに名実ともにカルカッタの最高商館がイギリス東インド会社領の中央政府となった。
1773年規正法ではベンガル総督の任免は東インド会社役員会の専権事項とされていたが、1784年に首相ウィリアム・ピット（小ピット）がインド法を制定し、イギリス政府内に東インド会社の監督を行うインド庁（Board of Control）を設置した。インド庁は法律上東インド会社の政務にだけ参画することになっていたが、実際には商務にも口を出すことが多く、やがて会社役員会を差し置いて会社を支配するようになった。総督の任免もイギリス政府が事実上決定し、会社役員会はイギリス政府の人選に都合が悪いと感じた場合に拒否権を発動するに留まった。そのため徐々に役員会は不要と考えられるようになり、1833年特許法では会社役員会はインド庁の諮問機関に格下げされるに至った。
形式的には東インド会社役員会も商務や人事権を残したので、1858年までインドはイギリス本国政府と東インド会社の二重支配状態に置かれていたといえる。しかし1858年のインド大反乱を機にムガル帝国とイギリス東インド会社の統治は正式に廃され、以降インドはヴィクトリア女王（実質的には女王陛下の政府）の直接統治下に置かれることになった（英領インド帝国）。これに伴い本国のインド庁はインド省に昇格、またインド総督はインド内において副王（Viceroy）の称号を使用するようになった。
総督は英領インド帝国時代全期を通じて専制君主も同然の独裁権力を掌握し続けたが、1947年のインド独立でインド連邦総督に改組され、名目上の国家元首となった。更に1950年に共和政へ移行する憲法が定められたことで総督ポストは廃止された。

## 人選
インド総督の人選は基本的に首相がインド担当大臣と相談して決めることが多かったが、インド担当大臣の判断のみで決まったり、王が独断で取り決めるケースもあり、一様ではない。
総督に任命された者の経歴は、政治家、軍人、外交官、インド政府行政官と各自ばらばらである。政治家から任命された者の中には後に首相候補となるような大物政治家もいたが（ウェルズリー卿、ランズダウン卿、カーゾン卿、ハリファックス卿など）、実際に首相になった者はいない。

## 権能
インド総督は、インドにおいて国家元首（儀礼行為）と首相（行政）を兼ねた役割を果たす。内閣に相当する行政参事会（Executive Council）と軍事力を掌握するインド軍総司令官の補佐を受けながら、インド統治にあたる。一応立法議会も存在し、改革のたびに少しずつその権能や公選の範囲が拡張されたものの、結局総督の諮問機関以上の存在にはならず、1947年のインド独立まで総督はインドにおいて専制君主も同然の独裁権力を保持し続けた。
イギリス本国との関係において、インド総督はインド担当大臣に責任を負っているが、イギリス議会には責任を負わない。インド総督はインド担当大臣に従うべきと考えられており（ただし総督はあくまでイギリス国王（インド皇帝）の名代であって、インド担当大臣の代理人ではなかった）、両者が意見対立した場合にはインド総督が辞職するのが慣例になっていた。そのため一般的傾向として1870年にインドとイギリス本国に電信が開通した後、本国からの影響力が強まったと言える。
任期は基本的に5年である。

## 待遇
インド総督は1773年規正法以来、2万5000ポンドの年俸を受ける高給取りだった（19世紀初頭のイギリス閣僚の年俸は5000ポンド）。そのためインド総督職は「大英帝国で最も魅力的なポスト」と評された。この年俸に惹かれて総督職を引き受けた者は多いと見られる。
一方でインドはイギリス人にとって健康を害しやすい土地であり、「インドは総督の墓場」とも評されていた。インドで死亡した総督には、初代コーンウォリス侯爵と第8代エルギン伯爵、それから暗殺された第6代メイヨー伯爵の3人がある。またインドで病気になり、帰国後に病死した総督に初代ミントー男爵、初代ダルハウジー侯爵、初代カニング伯爵、初代ウェーヴェル子爵の4人がいる。

## 紋章

1885年から1947年のインド総督章
1885年から1947年のインド総督旗
1947年から1950年のインド総督旗

## 歴代総督

### ベンガル総督
1773年にイギリス東インド会社ベンガル知事がベンガル総督に昇格し、他の知事より優越的地位に立つ。任命者はイギリス東インド会社。
| 代   | 写真 | 在任中の爵位 氏名 (生没年)                                                    | 在任期間                       | 事績・特筆事項                                                    |
| ---- | ---- | ----------------------------------------------------------------------------- | ------------------------------ | ----------------------------------------------------------------- |
| 1    |      | ウォーレン・ヘースティングズ (1732–1818)                                      | 1773年10月20日 - 1785年2月1日  | 第2次マイソール戦争 反英連合の切り崩し                            |
| 臨時 |      | 初代准男爵 サー・ジョン・マクファーソン (1745–1821)                           | 1785年2月1日 - 1786年9月12日   |                                                                   |
| 2    |      | 初代コーンウォリス侯爵 チャールズ・コーンウォリス (1738–1805)                 | 1786年9月12日 - 1793年10月28日 | 第3次マイソール戦争 政府要職からのインド人排除 永代地税制度の導入 |
| 3    |      | サー・ジョン・ショア (1751–1834)                                              | 1793年10月28日 - 1798年3月18日 |                                                                   |
| 臨時 |      | サー・オーレッド・クラーク (1744–1832)                                        | 1798年3月18日 - 1798年5月18日  |                                                                   |
| 4    |      | 初代ウェルズリー侯爵 リチャード・ウェルズリー (1760–1842)                     | 1798年5月18日 - 1805年7月30日  | 第4次マイソール戦争でマイソール征服 第2次マラーター戦争に勝利     |
| 5    |      | 初代コーンウォリス侯爵 チャールズ・コーンウォリス (1738–1805)                 | 1805年7月30日 - 1805年10月5日  | 再任 在職中にインドで死没                                         |
| 臨時 |      | 初代准男爵 サー・ジョージ・バーロウ (1762–1847)                               | 1805年10月10日 - 1807年7月31日 |                                                                   |
| 6    |      | 初代ミントー男爵 ギルバート・エリオット＝マーレイ＝キニンマウンド (1751–1814) | 1807年7月31日 - 1813年10月4日  | ジャワ遠征 摂政皇太子ジョージの圧力で解任                         |
| 7    |      | 初代ヘイスティングズ侯爵 フランシス・ロードン＝ヘイスティングズ (1754–1826)   | 1813年10月4日 - 1823年1月9日   | グルカ戦争 第3次マラータ戦争でマラータ同盟征服 シンガポール獲得   |
| 臨時 |      | ジョン・アダム (1779–1825)                                                    | 1823年1月9日 - 1823年8月1日    |                                                                   |
| 8    |      | 初代アマースト伯爵 ウィリアム・ピット・アマースト (1773–1857)                 | 1823年8月1日 - 1828年3月13日   | 第1次英緬戦争                                                     |
| 臨時 |      | ウィリアム・バターワース・ベイリー (1782–1860)                                | 1828年3月13日 - 1828年7月4日   |                                                                   |
| 9    |      | ウィリアム・キャヴェンディッシュ＝ベンティンク卿 (1774–1839)                  | 1828年7月4日 -                 | サティー禁止                                                      |

### インド総督
1833年に、ベンガル総督をインド総督に改称。任命者はイギリス東インド会社。
| 代   | 写真 | 在任中の爵位 氏名 (生没年)                                   | 在任期間                      | 事績・特筆事項                                                                       |
| ---- | ---- | ------------------------------------------------------------ | ----------------------------- | ------------------------------------------------------------------------------------ |
| 9    |      | ウィリアム・キャヴェンディッシュ＝ベンティンク卿 (1774–1839) | - 1835年3月20日               |                                                                                      |
| 臨時 |      | 第3代准男爵 サー・チャールズ・メトカーフ (1785–1846)         | 1835年3月20日 - 1836年3月4日  |                                                                                      |
| 10   |      | 初代オークランド伯爵 ジョージ・イーデン (1784–1849)          | 1836年3月4日 - 1842年2月28日  | 第一次アフガン戦争                                                                   |
| 11   |      | 初代エレンボロー男爵 エドワード・ロウ (1790–1871)            | 1842年2月28日 - 1844年6月     | シンド・グワリオール遠征                                                             |
| 臨時 |      | ウィリアム・ウィルバーフォース・バード (1784–1857)           | 1844年6月 - 1844年7月23日     |                                                                                      |
| 12   |      | サー・ヘンリー・ハーディング (1785–1856)                     | 1844年7月23日 - 1848年1月12日 | 第1次シク戦争でペシャワール、カシミール獲得                                          |
| 13   |      | 初代ダルハウジー侯爵 ジェイムズ・ラムゼイ (1812–1860)        | 1848年1月12日 - 1856年2月28日 | 第2次シク戦争でパンジャブ併合 第2次英緬戦争で下ビルマ併合 失権の原理で藩王国併合推進 |
| 14   |      | 初代カニング子爵 チャールズ・カニング (1812–1862)            | 1856年2月28日 -               | インド大反乱鎮圧                                                                     |

### インド副王兼総督
1858年11月にヴィクトリア女王（女王陛下の政府）の直接統治下へ移行（イギリス領インド帝国）。任命者は国王（女王）であり、以降、副王の称号も使用。
| 代   | 写真 | 在任中の爵位 氏名 (生没年)                                                        | 在任期間                        | 事績・特筆事項                                                                     |
| ---- | ---- | --------------------------------------------------------------------------------- | ------------------------------- | ---------------------------------------------------------------------------------- |
| 14   |      | 初代カニング伯爵 チャールズ・カニング (1812–1862)                                 | - 1862年3月21日                 | 女王直接統治への移行                                                               |
| 15   |      | 第8代エルギン伯爵 ジェイムズ・ブルース (1811–1863)                                | 1862年3月21日 -1863年11月20日   | 在職中インドで病死                                                                 |
| 臨時 |      | サー・ロバート・ネイピア (1810–1890)                                              | 1863年11月21日 -1863年12月2日   |                                                                                    |
| 臨時 |      | サー・ウィリアム・デニソン (1804–1871)                                            | 1863年12月2日 - 1864年1月12日   |                                                                                    |
| 16   |      | 初代准男爵 サー・ジョン・ローレンス (1811–1879)                                   | 1864年1月12日 - 1869年1月12日   | ブータン保護国化                                                                   |
| 17   |      | 第6代メイヨー伯爵 リチャード・ボーク (1822–1872)                                  | 1869年1月12日 - 1872年2月8日    | 暗殺された唯一の総督                                                               |
| 臨時 |      | サー・ジョン・ストレイチー (1823–1907)                                            | 1872年2月9日 - 1872年2月23日    |                                                                                    |
| 臨時 |      | 第10代ネイピア卿 フランシス・ネイピア (1819–1898)                                 | 1872年2月24日 - 1872年5月3日    |                                                                                    |
| 18   |      | 第2代ノースブルック男爵 トマス・ベアリング (1826–1904)                            | 1872年5月3日 - 1876年4月12日    | インド担当相ソールズベリー侯と対立し辞職                                           |
| 19   |      | 第2代リットン男爵 ロバート・ブルワー＝リットン (1831–1891)                        | 1876年4月12日 - 1880年6月8日    | ダルバール挙行 第二次アフガン戦争                                                  |
| 20   |      | 初代リポン侯爵 ジョージ・ロビンソン (1827–1909)                                   | 1880年6月8日 - 1884年12月13日   | 唯一のカトリック総督 フリーメイソンのグランドマスター                              |
| 21   |      | 初代ダファリン伯爵 フレデリック・ハミルトン＝テンプル＝ブラックウッド (1826–1902) | 1884年12月13日 - 1888年12月10日 | 第三次英緬戦争で上ビルマ併合 シッキムからチベット人追放 シムラーに総督官邸建設     |
| 22   |      | 第5代ランズダウン侯爵 ヘンリー・ペティ＝フィッツモーリス (1845–1927)              | 1888年12月10日 - 1894年10月11日 | シッキム保護国化                                                                   |
| 23   |      | 第9代エルギン伯爵 ヴィクター・ブルース (1849–1917)                                | 1894年10月11日 - 1899年1月6日   | チトラル遠征                                                                       |
| 24   |      | 初代カーゾン男爵 ジョージ・カーゾン (1859–1925)                                   | 1899年1月6日 - 1905年11月18日   | 北西辺境州新設 ベンガル分割計画推進 イギリスのチベット遠征                         |
| 25   |      | 第4代ミントー伯爵 ギルバート・エリオット＝マーレイ＝キニンマウンド (1845–1914)    | 1905年11月18日 - 1910年11月23日 | 1909年インド政府法制定                                                             |
| 26   |      | 初代ペンズハーストのハーディング男爵 チャールズ・ハーディング (1858–1944)         | 1910年11月23日 - 1916年4月4日   | カルカッタからデリーへ遷都 第一次世界大戦開戦                                      |
| 27   |      | 第3代チェルムスフォード男爵 フレデリック・セシジャー (1868–1933)                  | 1916年4月4日 - 1921年4月2日     | 1919年インド政府法 ローラット法やアムリットサル事件など強圧統治 第三次アフガン戦争 |
| 28   |      | 初代レディング伯爵 ルーファス・アイザックス (1860–1935)                           | 1921年4月2日 - 1926年4月3日     | 唯一のユダヤ人総督 ローラット法廃止 ヒンズーとイスラムの抵抗運動を分断             |
| 29   |      | 初代アーウィン男爵 エドワード・ウッド (1881–1959)                                 | 1926年4月3日 - 1931年4月18日    | ガンディーが塩の行進 反英運動を弾圧 円卓会議開催決定                               |
| 30   |      | 初代ウィリングドン伯爵 フリーマン・フリーマン＝トーマス (1866–1941)               | 1931年4月18日 - 1936年4月18日   | 円卓会議決裂 第二次不服従運動を弾圧                                                |
| 31   |      | 第2代リンリスゴー侯爵 ヴィクター・ホープ (1887–1952)                              | 1936年4月18日 - 1943年10月1日   | 独断でインドを第二次世界大戦に参戦させる 「インドから出て行け運動」を弾圧          |
| 32   |      | 初代ウェーヴェル子爵 アーチボルド・ウェーヴェル (1883–1950)                       | 1943年10月1日 - 1947年2月21日   | 戦時体制の強化 戦後にはインド自治政府を発足させる                                  |
| 33   |      | 初代ビルマのマウントバッテン子爵 ルイス・マウントバッテン (1900–1979)             | 1947年2月21日 -                 | 唯一の王族総督 インド連邦創設                                                      |

### インド連邦総督
1947年8月、インド・パキスタン分離独立。マウントバッテンは独立国インド連邦の総督に横滑りする。
| 代 | 写真 | 在任中の爵位 氏名 (生没年)                                            | 在任期間                      | 事績・特筆事項                      |
| -- | ---- | --------------------------------------------------------------------- | ----------------------------- | ----------------------------------- |
| 33 |      | 初代ビルマのマウントバッテン伯爵 ルイス・マウントバッテン (1900–1979) | - 1948年6月21日               |                                     |
| 34 |      | チャクラヴァルティー・ラージャゴーパーラーチャーリー (1878–1972)      | 1948年6月21日 - 1950年1月26日 | 唯一のインド人総督 最後のインド総督 |

インドが憲法の施行によって共和国になったことにともない、総督ポストは廃止。インドの大統領がこれを引き継ぐ。